# Theologische Universität Apeldoorn
Die Theologische Universität Apeldoorn (niederländisch Theologische Universiteit Apeldoorn, kurz TUA) ist eine theologische Universität der Christlichen Reformierten Kirchen mit Sitz in der niederländischen Stadt Apeldoorn.
Die Universität geht auf die Theologische Hochschule Apeldoorn aus dem Jahr 1894 zurück und wurde 1968 als Universität gegründet. Die Universität hatte im Jahr 2023 insgesamt 181 Studierende, davon 107 im Vollzeitstudium.

## Geschichte
Auf der ersten Synode der Christlichen Reformierten Kirchen im Jahr 1894 waren acht Gemeinden vertreten. Diese Synode eröffnete ein theologisches Seminar in Den Haag, das 1899 nach Rijswijk verlegt wurde, 1910 jedoch wieder nach Den Haag zurückkehrte. 1919 zog das Seminar nach Apeldoorn. Ab 1968 durften auch Menschen am Seminar studieren, die nicht Pfarrer in den Christlichen Reformierten Kirchen werden wollten.
Die Theologische Universität Apeldoorn und das Puritan Reformed Theological Seminary in Grand Rapids eröffneten 2017 gemeinsam ein puritanisches Forschungszentrum und richteten ein dazugehöriges kombiniertes Doktorandenprogramm ein. Es gab Pläne, die TUA zu einer Reformierten Theologischen Universität zusammenzufassen, an der auch die Theologische Universität Kampen von der Reformierten Kirchen in den Niederlanden (befreit) und die geistliche Ausbildung der Niederländischen Reformierten Kirchen beteiligt sein sollten. Allerdings lehnte die Christliche Reformierte Synode im Oktober 2017 die Gründung der Reformierten Theologischen Universität ab.
Der Masterstudiengang „Living Reformed Theology“ (EN) „Herbronning Gereformeerde Theologie“ (NL) startete im September 2021. Dieser 60 EC-Masterstudiengang kann berufsbegleitend oder im Schnellverfahren absolviert werden. Er ist interdisziplinär angelegt. Die verschiedenen theologischen Disziplinen, etwa das Alte Testament und die Praktische Theologie, werden miteinander in Kontakt gebracht.

## Bekannte Lehrende (Auswahl)
- Herman Selderhuis[7]
- Marten van Willigen[8]